# Certificat de spécialisation
Une mention complémentaire (MC) est un diplôme professionnel français se préparant après un CAP, un BEP ou un baccalauréat professionnel.
Un arrêté du 25 août 2023 remplace l'intitulé du diplôme par l'intitulé « certificat de spécialisation » et entrera en vigueur au 1er janvier 2025.

## Présentation
La mention complémentaire est un diplôme professionnel qui vise à donner à son titulaire une qualification spécialisée. L’accès en formation est  accessible à des candidats déjà  titulaires d’un premier diplôme de l’enseignement professionnel ou technologique. Les mentions complémentaires de niveau 4 sont accessibles sur Parcoursup. À la rentrée 2020, il existe 26 spécialités de mention complémentaire de niveau 3 et 26 de niveau 4. La mention complémentaire est régie par les articles D.337-139 à D.337-160 du code de l'éducation :
- Sous-section 1 : Définition du diplôme[3].
  - Article D337-139, Art. D337-140 et Art. D337-141.
- Sous-section 2 : Modalités de préparation[4].
  - Art. D337-142, Art. D337-143, Art. D337-144, Art. D337-145 et Art. D337-146.
- Sous-section 3 : Conditions de délivrance[5].
  - Art. D337-147, Art. D337-148, Art. D337-149, Art. D337-150, Art. D337-151, Art. D337-152 et Art. D337-153
- Sous-section 4 : Organisation des examens[6].
  - Art. D337-154, Art. D337-154-1, Art. D337-155, Art. D337-156, Art. D337-157, Art. D337-158, Art. D337-158-1, Art. D337-159 et Art. D337-160

## Liste des mentions complémentaires

### Mention complémentaire de niveau 3 (MC3)
Il existe actuellement une trentaine de spécialités de mention complémentaire de niveau 3. Chaque spécialité est définie par un arrêté du ministre chargé de l'éducation après avis de la commission professionnelle consultative. 
- Aide à domicile
- Art de la cuisine allégée (de 2006 à 2024, dernière session en 2025)
- Boulangerie spécialisée
- Coiffure coupe couleur
- Conducteur de machines de verrerie
- Cuisinier en desserts de restaurant
- Décors textiles permanents et éphémères
- Employé barman
- Employé traiteur
- Entretien des collections du patrimoine
- Essayage-retouche-vente
- Joaillerie
- Maintenance des moteurs diesel et de leurs équipements
- Maintenance des systèmes embarqués de l'automobile
- Maintenance en équipement thermique individuel
- Parqueteur
- Pâtisserie boulangère
- Pâtisserie-glacerie-chocolaterie-confiserie spécialisées
- Piquage d'articles chaussants
- Plaquiste
- Réalisation de circuits oléo-hydrauliques et pneumatiques
- Sécurité civile et d'entreprise
- Sommellerie
- Sûreté des espaces ouverts au public
- Vendeur spécialisé en alimentation
- Zinguerie

### Mention complémentaire de niveau 4 (MC4)
Il existe actuellement une vingtaine de spécialités de mention complémentaire de niveau 4. Chaque spécialité est définie par un arrêté du ministre chargé de l'éducation après avis de la commission professionnelle consultative. La mention complementaire de niveau 4 est équivalent a une Licence professionnelle et est reconnue par le système Européen LMD (Bachelor, Master, Doctorat). 
- Accueil dans les transports
- Accueil-réception
- Aéronautique option Avionique
- Aéronautique option Avions à moteurs à pistons
- Aéronautique option Avions à moteurs à turbines
- Aéronautique option Hélicoptères à moteurs à pistons
- Aéronautique option Hélicoptères à moteurs à turbines
- Agent de contrôle non destructif
- Agent transport exploitation ferroviaire
- Animation-gestion de projets dans le secteur sportif (première session 2019)
- Assistance conseil - vente a distance
- Maintenance des installations oléohydrauliques et pneumatiques
- Maquettes et prototypes
- Mécatronique navale
- Organisateur de réceptions
- Peinture décoration
- Services financiers
- Technicien des services à l'énergie
- Technicien en énergies renouvelables option A - Energie électrique
- Technicien en énergies renouvelables option B - Energie thermique
- Technicien en peinture aéronautique
- Technicien(ne) ascensoriste (service et modernisation)
- Technicien(ne) en chaudronnerie aéronautique et spatiale
- Technicien(ne) en réseaux électriques
- Technicien(ne) en soudage
- Technicien(ne) en tuyauterie
- Vendeur conseil en produits techniques pour l'habitat

## Formation
La formation dure généralement un an.
Elle est préparée :
- par la voie scolaire, dans les lycées professionnels ou établissements d'enseignement technique privé ;
- par la voie de l'apprentissage, dans les centres de formation d'apprentis publics ou privés ou dans les sections d'apprentissage ;
- par la formation professionnelle continue destinée à des adultes déjà engagés dans la vie professionnelle.

Les spécialités assurées sont soit de niveau 3, soit de niveau 4.